# 지리산 소방 헬리콥터 추락 사고
지리산 소방헬기 추락 사고는 1996년 8월 9일에 지리산에서 조난당한 등산객을 구조하고 가던 경상남도 항공구조구급대 소속 MBB/가와사키 BK 117이 추락해 7명이 사망한 사고이다. 본래 경상남도 하동군의 금오산에서 발생한 화재를 진압하기 위해 출동했다가, 16시 15분경 국립공원관리공단으로부터 지리산에서 발생한 추락 환자를 구조해 줄 것을 요청받았다. 이 사고로 인해 소방관 2명, 전문직 3명, 일반인 2명이 사망하였다.